# Balmaceda anulipes
Balmaceda anulipes là một loài nhện trong họ Salticidae.
Loài này thuộc chi Balmaceda. Balmaceda anulipes được Ilka Maria Fernandes Soares miêu tả năm 1942.